# Bradley (pantservoertuig)
De Bradley fighting vehicle is een Amerikaanse serie van gepantserde rupsvoertuigen, ontwikkeld door FMC Corporation en geproduceerd door BAE Systems. Het eerste voertuig werd in 1981 in gebruik genomen als een infanteriegevechtsvoertuig (M2 Bradley). Het voertuig is sindsdien een platform geweest voor verschillende wapensystemen en heeft verschillende rollen vervuld. Het is tot nu in dienst bij o.a. de Verenigde Staten.
In januari 2023 besloot de Amerikaanse regering 50 M2A2 Bradley's naar Oekraïne te sturen voor gebruik in de aanhoudende Russisch-Oekraïense oorlog. In totaal zijn er meer dan 300 Bradley's naar Oekraïne gestuurd sinds 2023.